# Craig Gruber
Craig M. Gruber (15 juin 1951 - 5 mai 2015) est un bassiste de rock américain, surtout connu comme le bassiste original de Rainbow. Il a également joué dans Elf, composé du chanteur Ronnie James Dio, du claviériste Mickey Lee Soule, du batteur Gary Driscoll et du guitariste David Feinstein.

## Biographie
Elf sort trois albums avant que ses membres, hormis le guitariste, ne rejoignent Ritchie Blackmore dans son nouveau groupe Rainbow à la mi-1975. Gruber joue sur le premier album de Rainbow, Ritchie Blackmore's Rainbow. Peu de temps après la sortie de l'album, Blackmore renvoie tout le monde sauf Dio.
Gruber participe également au premières sessions d'enregistrement de l'album Heaven and Hell de Black Sabbath, co-écrivant Die Young, jusqu'à ce que Geezer Butler entende Dio et revienne dans le groupe,.
Gruber joue aussi en concert avec Gary Moore lors de sa tournée de promotion de son album Victims of the Future, et figure sur l'album live de 1984 We Want Moore!
En 1980, il forme Bible Black avec Gary Driscoll, l'ancien batteur de Elf et de Rainbow. Le groupe produit deux albums avant le meurtre de Driscoll en 1987. Gruber avait auparavant  envisagé une réunion d'Elf, perspective rendu impossible par la mort de Driscoll, puis de Ronnie James Dio, ancien chanteur d'Elf.
Au début de 2010, Gruber formé ED3N - un groupe de métal dans le genre classic rock. Le groupe comprend le chanteur Jeff Fenholt et le guitariste David Shankle, de DSG et anciennement Manowar .[réf. nécessaire]

## Décès
Craig Gruber meurt d'un cancer de la prostate en Floride le 5 mai 2015, à l'âge de 63 ans.

## Discographie

### Elf
- Carolina County Ball (1974) (titre américain: LA / 59 )
- Trying to Burn the Sun (1975)
- The Gargantuan Elf Album (1975), compilation
- The Elf Albums (1991) compilation des albums de 1974 et 1975

### Rainbow
- Ritchie Blackmore's Rainbow (1975)

### Ozz
- No Prisoners (1980)

### Bible Black
- Bible Black (1981)
- Ground Zero (1983)

### Gary Moore
- We Want Moore! (1984)
- Blinder (ca.1984)

### The Rods
- Heavier Than Thou (1986)